# 608 (tal)
608 är det naturliga heltal som följer 607 och följs av 609.

## Matematiska egenskaper
- 608 är ett jämnt tal.
- 608 är ett sammansatt tal.
- 608 är ett glatt tal.
- 608 är ett praktiskt tal.
- 608 är ett palindromtal i det ternära talsystemet.

## Inom vetenskapen
- 608 Adolfine, en asteroid.